# Ekonomiåret 1984

## Händelser

### Januari
- Januari
  - En rapport vid OECD som presenteras vid årsskiftet visar att bruttolönerna för industriarbetare i Sverige under 1982 sjunkit ned till 13:e plats, en lista Sverige toppade under 1980.[1]
  - Statistik visar vid årsskiftet att försäljningen av svenska bilar i USA under  1983 slagit alla tidigare rekord, SAAB ökade försäljningen med 42 %. Antalet bilar som såldes var 25 833, mot 18 179 under 1982. För Volvo var motsvarande siffror 22,5 %, efter en ökning från 71 568 bilar under 1982 till 87 862 under 1983.[1]
- 9 januari - Den amerikanska dollarn tar ett jätteskutt med nio öre, till toppkursen 8:24 SEK gentemot den svenska valutan.[1]
- 10 januari
  - Företag inom svensk stålindustri träffar en uppgörelse, enligt vilken Avesta Jernverk i framtiden skall verka som internationellt stirbikag. Avesta Jernverk har, med svenska statens medverkan, köpt stålrörelserna i Fagersta och Nybo-Uddeholm för 460 miljoner SEK.[1]
  - Sveriges finansminister Kjell-Olof Feldt presenterar den svenska budgetpropositionen.[1]
- 11 januari - Karl-Erik Persson utses till ny ordförande i PK-Bankens styrelse. Bolagsstämman är stängt för pressen.[1]
- 19 januari -  SAS-chefen Jan Carlzon mottar branschtidningen Air Transport Worlds pris "Världens bästa flygbolag" för 1983.[1]
- 24 januari - Curt G. Olsson utses till ny ordförande för SE-Banken efter Lars-Erik Thunholm.[1]
- 25 januari - Volvo meddelar från sin extra bolagsstämma att en rekordvinst på 3 850 miljoner SEK kan redovisas.[1]

### Februari
- 16 februari - Ett intensivt priskrig mellan bensinbolagen i Sverige avslutas efter ett par veckor, då OK fastställer sitt pris till 4:12 SEK per liter, och övriga bolag följer efter. Under priskriget såldes på många håll i Sverige bensin för mindre än tre SEK per liter.[1]

### Mars
- 12 mars - Bankinspektionen i Sverige kritiserar 25 affärsbanker, finansbolag och fondkommissionärbolag för alltför generösa lån åt privatpersoner som beviljats till skatteplanering.[1]
- 14 mars
  - Storbritanniens finansminister Nigel Lawson presenterar den brittiska budgetpropositionen.[1]
  - IKEA-varuhuset i Wiesbaden förstörs vid en brand.[1]
- 27 mars - Ett jordbruksavtal, som träder i kraft 1 maj 1984, leder till kraftig höjning av matpriserna i Sverige.[1]
- 30 mars - Det svenska frimärket Tre skilling banco säljs på aktion i Zürich fr 3,2 miljoner SEK.[1]

### April
- 15 april - Statistik visar att Systembolaget sålde allt mindre alkohol under 1983, och att hembränningen ökade med 200 fall jämfört med 1982, till 923.[1]
- 26 april - Volvo och Wallenberggruppen avbryter det samarbete som präglat de närmast föregående åren.[1]

### Maj
- 14 maj - Statistiska centralbyrån offentliggör statistik, som visar att det 1983 fanns 22 230 miljonärer i Sverige, en tredubbling sedan 1980. Ökningen förklaras med aktieuppgångar och höjda taxeringsvärden på egna hem.[1]
- 29 maj - Volvo presenterar nya rekordvinster för 1983, 3,7 miljarder SEK.[1]

### Juni
- 10 juni - Italien inleder utgivningen av en ny sedel, 100 000 lire, med avbildning av Michelangelo Merisi på.[1]
- 17 juni - Internationella handelskammaren inleder sin 28:e kongress i Älvsjö.[1]
- 28 juni - I Sverige höjs diskontot med en procentenhet, från 8.5 till 9,5 %, och prisstoppet upphävs från 1 juli.[1]

### Juli
- 1 juli - Sveriges första biltåg har premiär på sträckan Malmö-Luleå, och blir en stor succé för SJ.[1]
- 26 juli - 26-årige amerikanska snickaren Venero Pagano i delstaten New York vinner historiens största lotterivinst någonsin (1984) då han vinner högsta vinsten, 20 miljoner amerikanska dollar.[1]

### Augusti
- 26 augusti - Det meddelas att svenska Electrolux skall överta italienska Zanussi.[1]
- 28 augusti - SE-banken i Sverige, Bergen Bank i Norge och Föreningsbanken i Finland offentliggör ett samarbetsavtal.[1]

### September
- 5 september - Nils Holgersson avgår som VD för Pripps Bryggerier.[1]
- 6 september - Bengt Rydén utses till ny chef för Stockholms fondbörs.[1]
- 21 september - Lennart Forsberg bekräftar i Svensk spannmålshandel att Sovjetunionen för första gången sedan tidigt 1970-tal köpt svenskt spannmål, närmare bestämt 15 % av Sveriges spannmålsöverskott.[1]

### Oktober
- 1 oktober
  - Bill Fransson utnämns till ny VD för Pripps Bryggerier.[1]
  - Skånska Cementgjuteriet byter namn till Skanska.[1]
- 12 oktober - Crafoordska stiftelsen i Lund offentliggör att man beslutat att donera 22 miljoner SEK för uppförandet av ett ekonomicentrum med Holger Crafoords namn.[1]

### November
- 16 november - En överenskommelse om gränsen för åtalbart skattefusk offentliggörs i Sverige mellan Riksåklagaren och Riksskatteverket. Enligt huvudregeln, som tillämpats sedan 1978, behlver inte mindre skattefusk (för närvarande 16 000 SEK per år) leda till åtal.[1]
- 22 november - Volvo presenterar en rapport om koncernens resultat för årets nio första månader, med en vinst till 5,6 miljoner SEK, en förbättring med 75 % jämfört med samma period 1983.[1]
- 27 november - Israel inleder utgivningen av en ny sedel, 100 000 shekel, med Golda Meir-motiv på.[1]

### December
- 2 december - Nära 20 miljoner människor i Västeuropa går, då halva 1980-talet passerat, arbetslösa enligt en rapport. Strukturomvandlingarna inom industrin fortsätter, medan rationaliseringar, automatisering och högeffektiv planering leder till mindre arbetskraftsbehov.[1]
- 5 december - Dagens Industri rapporterar att Tetra Paks tidigare finanschef i Schweiz lurat företaget på 45 miljoner SEK.[1]
- 10 december - Svenska Varvs styrelse beslutar att lägga ned Uddevallavarvet. 2 400 anställda berörs.[1]
- 12 december - Stockholms tingsrätt avkunnar domar i Göta Finans-härvan, där långivare förlorat miljonbelopp. Strängaste straffet blir två års fängelse, och tilldelas en tidigare bankkamrer.[1]
- 21 december - Svenska Kommunförbundet presenterar en rapport, enligt vilken kostnaderna för socialbidrag stigit under året, med nästan 22 % jämfört med 1983. Hög arbetslöshet, samt höga hyror, anses ligga bakom.[1]

## Bildade företag
- 4 november – Dell, amerikansk datortillverkare.
- Dustin, svenskt detaljhandelsföretag.

## Uppköp
- 4 september - Bofors köper Kerma Nobel för 1,3 miljarder SEK.[1]
- 25 september - Stora Kopparberg köper Billerud och blir Nordens största skogskoncern.[1]

## Konkurser
- 24 augusti - Stockholmstidningen utkommer med sitt sista nummer efter att ha försatts i konkurs.[1]
- 19 december - Saléninvest.[1]

## Priser och utmärkelser
- Sveriges Riksbanks pris i ekonomisk vetenskap till Alfred Nobels minne tilldelas britten Richard Stone.

## Födda
- 22 maj – Dustin Moskovitz, en av grundarna av Facebook.

## Avlidna
- 13 augusti - Henry Sager, 80, svensk mångmiljonär.[1]

### Fotnoter
1. 1 2 3 4 5 6 7 8 9 10 11 12 13 14 15 16 17 18 19 20 21 22 23 24 25 26 27 28 29 30 31 32 33 34 35 36 37 38 39 40 41 42 43 44 45   Horisont 1984. Bertmarks